# Voiture de tourisme

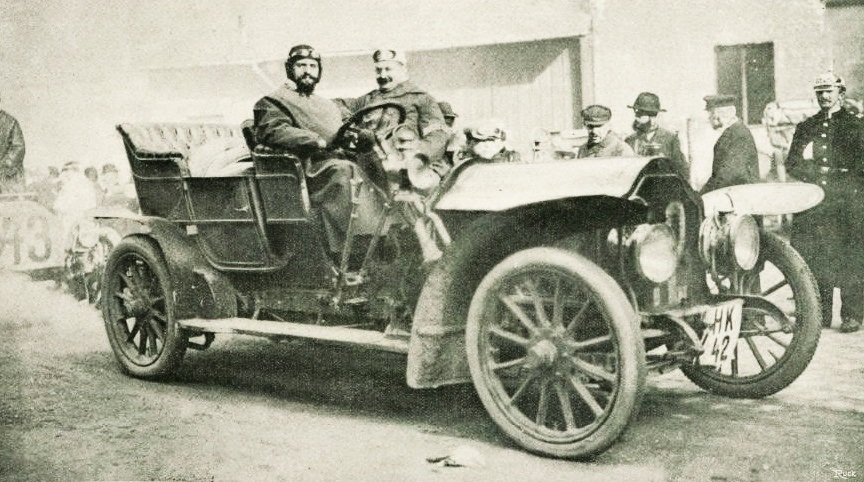
Le pilote Marc Sorel, ici classé à l'Herkomer Konkurrenz 1906 sur Lorraine-Dietrich (vainqueur de Dehli-Bombay et de la Coupe des Pyrénées 1905, recordman du trajet Paris-Nice 1907, toujours avec la marque).

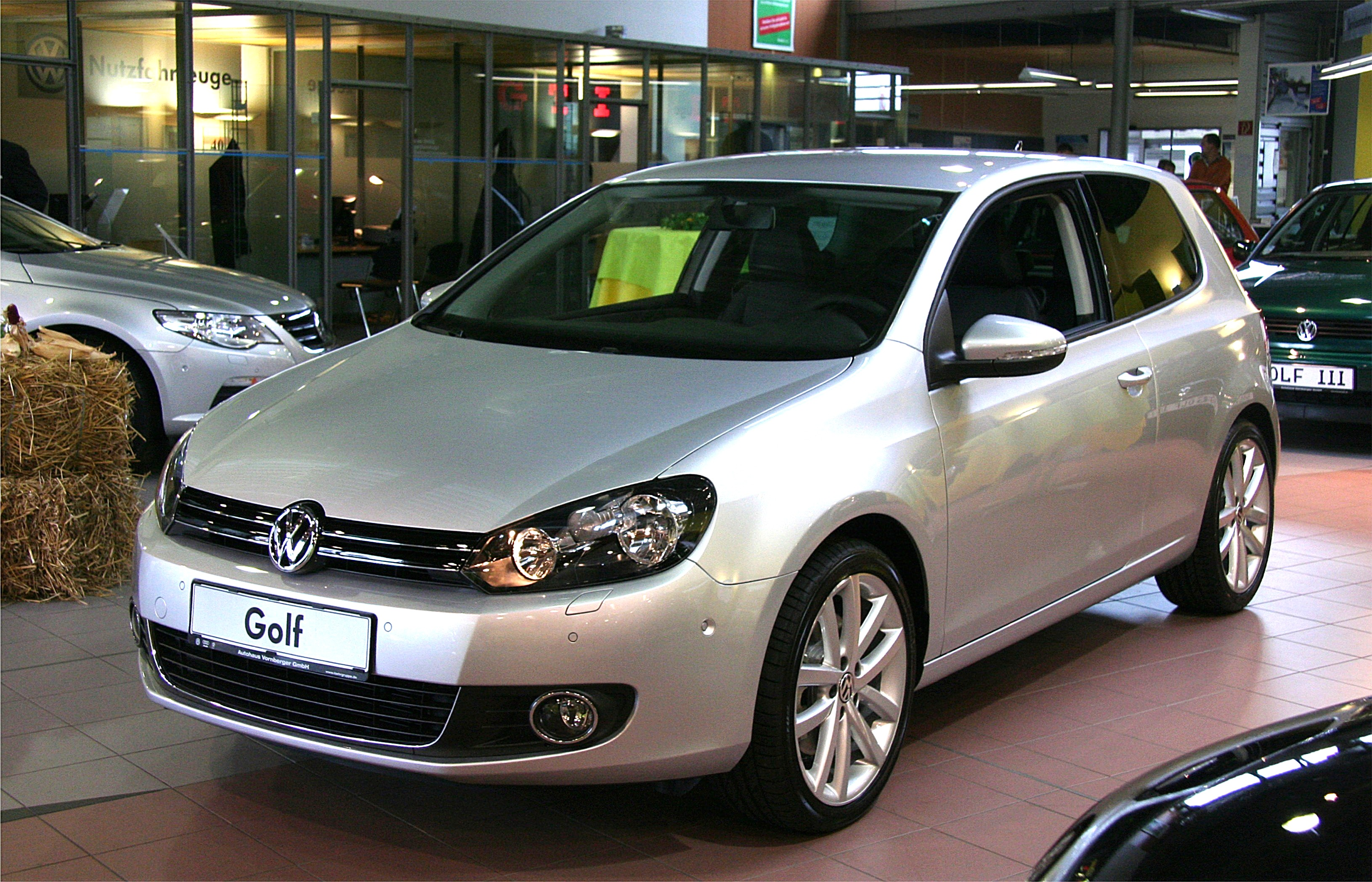
Un exemple de voiture actuelle de grande série, la Volkswagen Golf.

Une voiture de tourisme (ou voiture de production) est une automobile produite en grande série, à plusieurs milliers d'exemplaires chaque année. Ce genre d'automobiles constitue la plus grosse part des ventes chaque année, par opposition aux voitures de grand tourisme (souvent  GT en abrégé), produites en faibles quantités, et destinée à un marché plus haut de gamme. Originellement, le terme s'appliquait uniquement à un type d'automobiles de grande série à carrosserie ouverte, très populaire au début du XXe siècle. Aujourd'hui, les voitures de tourisme peuvent avoir des carrosseries de type berline, break, coupé, cabriolet, voire monovolume.

## Histoire, terminologie et définitions
En 1897, dans le journal Le Vélo : journal quotidien de la vélocipédie se pose déjà la question de l'équité dans une course entre une voiture de tourisme et une voiture de course.
En 1902, existe déjà une distinction entre voiture de sport, voiture de tourisme et poids-lourd.
En 1903, les courses de vitesse deviennent difficiles et sont remplacées par des concours de tourisme. Pour le concours Paris-Rome organisé par la France Automobile, le règlement indique que la voiture de tourisme doit être un véhicule confortable dont les sièges sont garnis et rembourrés et munis de dossiers suffisants. Elle doit satisfaire aux règlements de police qui se limitent alors à la présence de freins et d'une marche arrière. Elle doit également être dotée de sièges carrés de 45 centimètres de côté pour chaque place.
Le classement se fait sur un système de points basés sur la masse transportée, le prix du châssis, la consommation, la vitesse sur des tronçons dédiés notamment en côtes, le freinage et la facilité de virage.
En 1903, un concours de voiture de tourisme se base sur les qualités essentielles d'une voiture de tourisme : le nombre de places, la masse transportée, le prix du châssis et la consommation.
En 1904, d'après le journal la Liberté une voiture de tourisme est une voiture qui est reproduite à l'identique. À une époque où les moteurs sont encore peu puissants et où la vitesse n'est pas encore identifiée comme un risque, la participation d'une voiture de tourisme à une course est un moyen de démontrer les capacités du véhicule. En cela, la voiture de tourisme s'oppose à une voiture de course qui aurait été optimisée pour les performances de course en s'éloignant du véhicule de type.
En janvier 1944, on peut lire dans le Journal (Paris/Lyon) qu'à Vichy l'expression "voiture de tourisme" est rigoureusement vide de sens, car elle ne constitue qu'une formule de désignation.
En réalité, le terme « de tourisme » — comme pour l'aviation — est resté par usage et faute de désignation meilleure.
De nos jours, il n'existe pas de définition intrinsèque de la voiture de tourisme, on assimile généralement le concept de voiture de tourisme à une voiture ordinaire répondant à la réglementation applicable. En Europe cela se rapproche des véhicules de catégorie M1: M pour le transport de personnes et pour les véhicules ayant un nombre de places moindre qu'un bus.[réf. souhaitée]

## Sport automobile
Vu l'importance du marché des voitures de tourisme, ces dernières font l'objet de nombreuses compétitions automobile, destinées à montrer les qualités de chaque modèle engagé, bien que ces modèles soient souvent très modifiés par rapport au modèle originel.
Parmi les compétitions sur circuit fermé, citons le championnat mondial : le WTCC, ainsi que diverses compétitions nationales comme le DTM, le BTCC, le V8 Supercars Australia, ou encore le défunt Championnat de France de Supertourisme. Il existe aussi en Amérique du Nord des épreuves de type Stock Car, opposant des modèles initialement dérivés de la série.
Les voitures de tourisme sont également présentes dans les épreuves de type rallye. Elles constituent actuellement l'intégralité du plateau du championnat du monde, au travers des catégories FIA Groupe N et FIA Groupe A.